# Sân bay Thompson
Sân bay đô thị Thompson (tiếng Anh: Thompson Municipal Airport) (IATA: YTH, ICAO: CYTH) là một sân bay nằm 5,6 km về phía bắc thành phố Thompson, Canada. Đây là sân bay bận rộn thứ 3 ở Manitoba sau Sân bay quốc tế Winnipeg James Armstrong Richardson và Sân bay Winnipeg/St. Andrews

## Lịch sử
International Nickel Company đã xây dựng một sân bay vào năm 1961 để phục vụ cho hoạt động khai khoáng của công ty, sân bay lúc đó có đường băng dài 3000 foot (914 m). Sân bay này đã được chuyển giao cho Transport Canada năm 1963. Kể từ đó, đơn vị vận hành là chính quyền quận Mystery Lake, và tháng 3 năm 2000 thì chuyển giao quyền sở hữu cho Thompson Regional Airport Authority.
Các hãng hoạt động tại đây có Calm Air và Perimeter Aviation với tuyến bay nối Winnipeg. Ở đây cũng có căn cứ cho máy bay trực thăng của hãng Custom Helicopters, Missinippi Airways, Fast Air Royal Canadian Mounted Police Air Services Branch và Manitoba Government Air Services. Trong mùa chống hỏa hoạn, đây là nơi hoạt động của đội máy bay chở nước cứu hỏa của chính phủ.

## Các hãng hàng không và các tuyến điểm

#### Các hãng đang hoạt động tại sân bay này
- Calm Air[4] (Arviat, Baker Lake, Chesterfield Inlet, Churchill, Gillam, Rankin Inlet, Shamattawa, South Indian Lake, Winnipeg)
- Perimeter Aviation[5] (Brochet, Gods Lake Narrows, Gods River, Lac Brochet, Lynn Lake, Oxford House, Tadoule Lake, Winnipeg, York Landing)

## Các hãng trước đây
- NAC Air[9]